# Šiprage
Šiprage (en serbi: Шипраге) és comunitat local de la República Srpska de Bòsnia, al centre de Bosanska Krajina i al nord-oest de la República de Bòsnia i Hercegovina. Es troba a la riba del Vrbanja i prop de la muntanyes Vlašić (1943 metres), part dels alts Dinàrics.

## Demografia
- 1931, 1953: Municipi Šiprage

+ Àrea Šiprage
| Šiprage2013: Total = 788 habitants |              |              |              |
| Any del cens                       | 1991         | 1981         | 1971         |
| Bosnians                           | 745 (78,25%) | 711 (60,10%) | 422 (51,33%) |
| Serbis                             | 168 (17,64%) | 320 (27,04%) | 370 (45,01%) |
| Croats                             | 1 (0,10%)    | 6 (0,50%)    | 0            |
| Iugoslaus                          | 32 (3,36%)   | 136 (11,49%) | 21 (2,55%)   |
| Resta                              | 6 (0,63%)    | 10 (0,84%)   | 9 (1,09%)    |
| Total                              | 952          | 1183         | 822          |